# František Adamec (1846)
František Adamec (14. ledna 1846, Lnáře – 7. března 1868, Praha) byl český spisovatel, průkopník realistické psychologické prózy, jenž zemřel v pouhých 22 letech.
Pocházel z chudé rodiny. Jeho otec byl vesnický krejčí, který roku 1852, ve Františkových šesti letech, utonul. Od roku 1856 studoval František reálku v Písku. Studium musel přerušit kvůli zdravotním potížím způsobeným srdeční vadou, ale nakonec je dokončil, byť na reálce v Praze (maturoval roku 1864). V Praze zůstal, žil tam u své provdané sestry a dal se tam zapsat na techniku, ale zemřel dříve než mohl studia dokončit. Osudnou se mu stala jeho srdeční choroba. Byl pohřben na Malostranském hřbitově. Jeho bratr Karel Adamec se rovněž věnoval literatuře.
Na vysoké škole začal publikovat prózu, vydal několik novel v Hůlkových Květech (Příboj a odboj, Paní kupcová, Zpověď). Květy posmrtně otiskly také novelu Dvě babičky. Od svých vrstevníků (lze ho řadit na rozhraní mezi májovskou a ruchovskou generací) se lišil potlačením dějové složky a vnějšího popisu ve prospěch vnitřního života postav. Lze ho tak považovat za průkopníka psychologické prózy. V jeho pozůstalosti byl nalezen jeho jediný román Cesty života, roku 1968 ho začaly otiskovat Národní listy, ale celý ho nakonec neodpublikovaly. V tomto románu se pokusil o satiru. Psal také verše, nejvýznamnější je nedokončená epická skladba Dvojí láska. V pozůstalosti byla nalezena též veselohra nazvaná Vdovec.